# Dolina Hlina

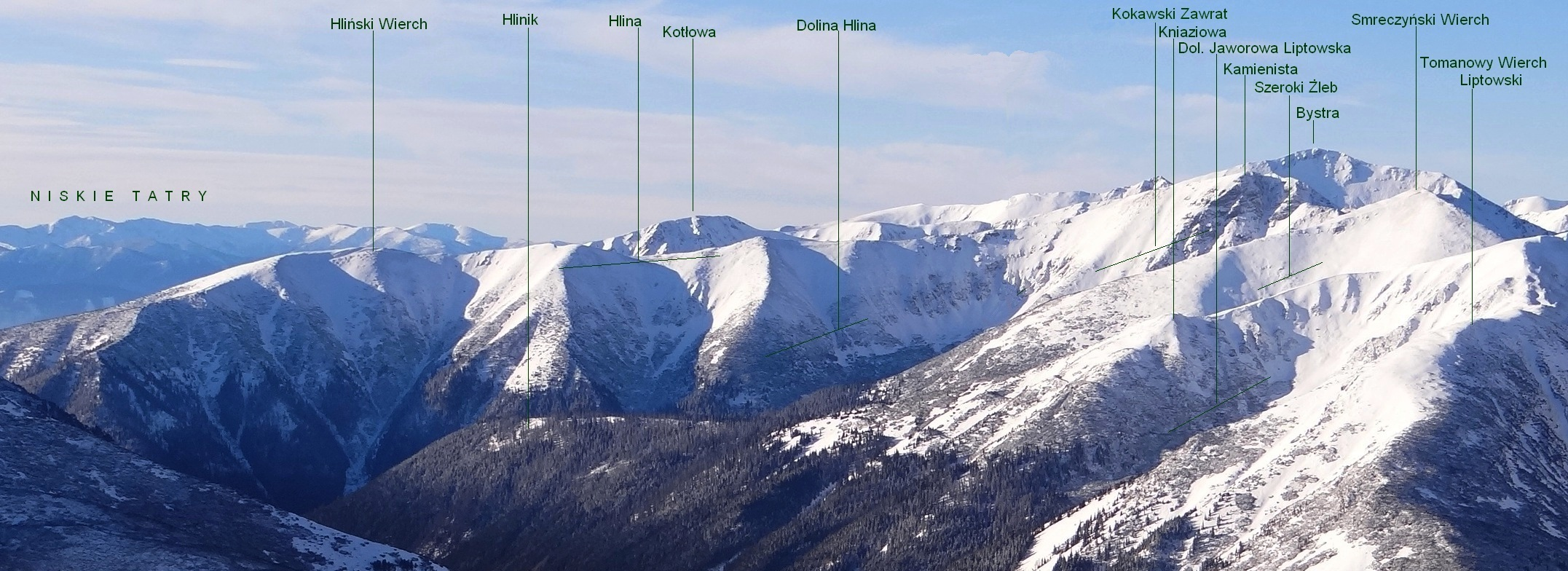
Widok z Kasprowego Wierchu

Dolina Hlina (słow. dolina Hliná) – boczne odgałęzienie Doliny Cichej Liptowskiej (Tichá dolina) w Tatrach Zachodnich na Słowacji. Odchodzi w jej środkowej części początkowo w kierunku północno-zachodnim. Głębiej dolina skręca na północ.

## Topografia
Dolina Hlina graniczy:
- od wschodu z Doliną Cichą, rozdziela je odchodząca od Tomanowego Wierchu Liptowskiego (Liptovská Tomanová, 1840 m n.p.m.) Kniaziowa Grań (Hlinský hrebeň) z kulminacjami: Kniaziowa Kopa (Kňazová, 1802 m) i Hlinik (Hlina, 1495 m),
- od północnego wschodu z Doliną Jaworową Liptowską (Javorová dolina), rozdziela je krótki odcinek grani łączącej Tomanowy Wierch Polski (Poľská Tomanová, 1977 m) z Kniaziową Kopą,
- od północnego zachodu z leżącą w Polsce Doliną Tomanową, rozdziela je odcinek głównej grani od Tomanowego Wierchu Polskiego przez Smreczyński Wierch (Smrečiny, 2066 m) do Kamienistej (Veľká Kamenistá, 2121 m),
- od południowego zachodu z Doliną Kamienistą (Kamenistá dolina), rozdziela je grań Hlina (Hlina) odchodząca od Kamienistej przez Grešovo (1911 m n.p.m.) i Hliński Wierch (Hlinov vrch, 1863 m), obniżająca się w kierunku Rzeżuchowej Kopy (Žerucha, 1381 m n.p.m.).

W górnej części grań odchodząca od Smreczyńskiego Wierchu dzieli dolinę na dwie części: Szeroki Żleb (Široký žľab) i Zawrat Kokawski (Závratský jarok). Wypływające z nich potoczki łączą się w Wielki Hliński Potok (Hlina), który zasila Cichą Wodę Liptowską (Tichý potok).

## Opis doliny
Przy powierzchni ok. 7,8 km² należy do większych odnóg Doliny Cichej. Nieznane jest pochodzenie nazwy doliny. Prawdopodobnie jednak pochodzi po prostu od słowackiego słowa hlina, czyli glina. Dawniej dolinę odwiedzali kłusownicy i była ona wypasana. Na Rówience pod Hlinikiem, na wysokości ok. 1350 m (w miejscu, gdzie dolina rozgałęzia się na Zawrat Kokawski i Szeroki Żleb) stał dawniej szałas należący do mieszkańców Wychodnej. Używany był przez nich do 1953 r. W czasie II wojny światowej bazowali w nim partyzanci z oddziału „Vysoké Tatry”.
Przez dolinę nie prowadzi żaden szlak turystyczny i jest ona niedostępna.